# Vincze Ottó (zeneszerző)
Vincze Ottó (eredeti neve: Winkelhoffer Ottó) (Visegrád, 1906. július 9. – Budapest, 1984. augusztus 14.) kétszeres Erkel Ferenc-díjas (1954, 1957) magyar zeneszerző, karnagy. Innocent-Vincze Ernő (1903–1978) magyar drámaíró, librettista, dalszövegíró, dramaturg testvére.

## Életpályája
Szülei: Vincze (1911-ig Winkelhoffer) Antal mérnök és Roediger Kamilla voltak. 1922–1929 között a budapesti Zeneművészeti Főiskolán tanult, ahol Siklós Albert oktatta. 1928-tól a felszabadulásig színházi karnagy és karmester volt. 1939–1942 között az állástalan zenészeket tömörítő Melles Béla-zenekart vezényelte. 1943–1945 között a Magyar Rádiónál dolgozott karmesterként és zeneszerzőként. 1945-ben az Igazolóbizottság feddésre ítélte, így a Rádiótól mennie kellett. 1946–1949 között a Miskolci Nemzeti Színházban dolgozott. Egy évadon át az Állami Bányász Színháznál (1949–1950), ezután az Úttörő Színháznál és Ifjúsági Színháznál dolgozott művészeti vezetőként 1950–1957 között. 1957–1960 között a Budapesti Operettszínház, majd 1961–1966 között a Petőfi Színház zenei vezetője és karnagya volt.
Az 1953-ban megrendezett II. Zenei Plénum keretében a Budapesti Operettszínházban bemutatták daljátékát (Boci-boci tarka), amellyel nagy sikert aratott. Sok filmzenét, komoly és könnyed jellegű dalokat írt zenekarra. Műveiből 8 hanglemez készült.
Sírja a Farkasréti temetőben található (26/1-3-6).

## Színházi munkái

### Zeneszerzőként
- A Boci boci tarka c. operett tartalom-ismertetője a Juventus Rádió műsorában

A Színházi Adattárban regisztrált bemutatóinak száma: 18.
- Mikszáth Kálmán: Havasi szerelem (Farkas a havason) (1951-1952, 1963)
- Csizmarek Mátyás: Boci-boci tarka (1953-1954)
- Szigligeti Ede: Párizsi vendég (1955-1957, 1962)
- Tudorovszkaja-Metalnyikov: Tündér Heléna (1957)
- Barabás-Semsei: Budai kaland (1962)
- Móra Ferenc: Aranyszőrű bárány (1963)

### Karmesterként
A Színházi Adattárban regisztrált bemutatóinak száma: 28.
| - Babay József: Csodatükör (1937) - Zerkovitz Béla: Csókos asszony (1947) - Szirmai Albert: Alexandra (1947) - Rossini: Sevillai borbély (1948) - Jacobi Viktor: Leányvásár (1948) - Strauss: Cigánybáró (1948) - Strauss: Denevér (1948) - Nóti Károly: Nyitott ablak (1948) - Planquette: Rip van Winkle (1948) - Scserbacsov: Dohányon vett kapitány (1949) - Hervé: Nebáncsvirág (1949, 1959) - Romasov: Mindenkivel megtörténik (1953) - Török Tamás: Az eltüsszentett birodalom (1953) - Heltai Jenő: Szépek szépe (1955) | - Babay József: Három szegény szabólegény (1956) - Kerekes János: Kard és szerelem (1957) - Eisemann Mihály: Bástyasétány 77. (1958) - Lajtai Lajos: Három tavasz (1958) - Garinei-Giovannini: Római vasárnap (1960) - Lane: Szivárványvölgy (1960) - Burkhard: Tüzijáték (1961) - Molnár Ferenc: Az üvegcipő (1962) - Karinthy-Aszlányi: A hét pofon (1962) - Molnár Ferenc: Liliom (1963) |

## Filmjei
| - Sertéstenyésztés Magyarországon (1936) - A magyar villamosipar (1938) - Falu végén kurta kocsma (1939) - Látta-e már Budapestet télen? (1940) (zenei vezető is) - Élő fonál (1940) (zenei vezető is) - A kis balta (1940) - A munka akrobatái (1939-1940) (zenei vezető is) - András (1941) - A beszélő köntös (1941) - Az ördög nem alszik (1941) - Kárpátalja zöldaranya (1941) - Estélyi ruha kötelező (1942) (zenei összeállító is) - Őrségváltás (1942) - Jelmezbál (1942) - A harmincadik… (1942) - Jómadár (1943) - Szerencsés flótás (1943) - Sári biró (1943) - Fény és árnyék (1943) - Futótűz (1944) - Idegen utakon (1944) - A molnár, a fia, meg a szamár (1944) - Napfeljötte (1946) - Állatkerti séta (1951) - Artistavizsga (1952) - Sport és egészség (1952) - Életmentő vér (1953) - Sportoló fiatalok (1953) - Országjáró úttörők (1953) - Tájékozódás a szabadban és a térkép alapfogalmai (1953) - Liliomfi (1954) - Láthatatlan ellenségeink (1954) - A 9-es kórterem (1955) - Gábor diák (1955) - Bányatűz (1955) - Mi történt egy tavaszi vasárnapon? (1956) - A Fekete-erdőtől a Fekete-tengerig (1956) - Nehéz kesztyűk (1957) - Egyiptomi útijegyzetek (1957) - Párizsi tavasz (1957) - Cimborák I-II. (1958-1960) - A lápvilág titkaiból (1958) - Vadmadarak házatáján (1959) - Alázatosan jelentem (1960) - A Noszty fiú esete Tóth Marival (1960) - Néma romok (1961) - Az aranyember (1962) - A barna legényke (1964) - Tüskevár (1967) | - Tiszavirág (1939) - Magyar Feltámadás (1939) - Tökéletes férfi (1939) - Áll a bál (1939) - Az utolsó Vereczkey (1939) - Karosszék (1939) - A miniszter barátja (1939) - Bercsényi huszárok (1939) - Mátyás rendet csinál (1939) - Sok hűhó Emmiért (1940) - A szerelem nem szégyen (1940) - Jöjjön elsején! (1940) - Férjet keresek (1940) - Egy csók és más semmi (1941) - Néma kolostor (1941) - Szűts Mara házassága (1941) - Ne kérdezd ki voltam (1941) - Kölcsönkért férjek (1941) - Fráter Loránd (1942) - Keresztúton (1942) - Halálos csók (1942) - Bajtársak (1942) - Vihar után (1944) (zenei összeállító is) - Tűzkeresztség (1952) - Az eltüsszentett birodalom (1956) - Csigalépcső (1958) - Szent Péter esernyője (1958) - Sok hűség semmiért (1966) - A varázsló (1969) - Zenés TV Színház (1973-1984) |

## Díjai
- Erkel Ferenc-díj (1954, 1957)